# Franciaország kultúrája
Franciaország kultúrája a francia nép és a Franciaország területén élő népcsoportok szellemi értékei összessége; a francia társadalomra jellemző életmódot, világszemléletet, szokásokat, illetve művészeti, erkölcsi, vallási és tudományos hagyományokat foglalja magába. A francia kultúra sajátos mai formáját nagy mértékben befolyásolják Franciaország földrajzi adottságai, a franciaországi történelmi események, és a különböző belföldi és külföldi mozgalmak és közösségek; továbbá, az ország Párizs-centrikusságának köszönhetően a főváros évszázadok óta kiemelt fontosságú szerepet játszik a divat, filmművészet, irodalom, gasztronómia, matematika, illetve a társadalomtudomány erődjeként. Ugyan számos egyesítő tényezője, közös jellemvonása van a francia kultúrának, fönnállnak szignifikáns regionális és szocioökonómiai különbségek. Mindezek ellenére más nemzetek szokásaira is hatást gyakorol a francia kultúra; egy, 2014-es, BBC brit közszolgálati média által készített globális felmérésen Franciaország befolyását a világ országai közül negyedik legpozitívabbnak mondták a válaszadók.

## Művészet

### Filmművészet

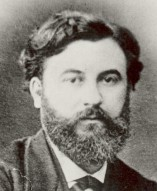
A francia film korai nagy alakja, Émile Reynaud

A mozgóképnek erős hagyománya van Franciaországban, és mind művészeti, mind tömegmédiai szempontból kiemelt fontossággal rendelkezik a francia kultúrában. Érdekesség, hogy Párizs mozisűrűsége a világ legmagasabbja, ha a filmszínházak száma a lakossághoz kerül viszonyításra. E mögött az rejlhet, hogy Franciaország jelentős szerepet játszott a film és a filmművészet létrejöttében. A Lumière fivérek találták fel a mozit. Nagy francia filmrendezők voltak a némafilm korában Georges Méliès, a két világháború között Jean Renoir, a második világháború előtt és után Marcel Carné. Az 1950-es évektől meginduló francia új hullám az egész világ filmművészetére jelentős hatást gyakorolt, legnagyobb rendezői Jean-Luc Godard és François Truffaut. Az 1980-as évektől máig ismét megújult a francia film, a korszak kiemelkedő alkotói Luc Besson, Krzysztof Kieślowski, Jean-Pierre Jeunet.
A 19. század végén, a mozi korai éveiben, számos kísérletező művész származott Franciaországból. Auguste és Louis Lumière feltalálta a kinematográfot és az általános történészi megítélés szerint az 1895-ben Párizsban L'Arrivée d'un train en gare de la Ciotat címmel bemutatott vetítésük jelentette a mozi születését. A következő években filmesek szerte a világon megkezdték munkájukat az új médiummal, köztük a mozi nyelvének ma már közismert technikái közül többet is kifejlesztő, nagy hatást gyakorló Georges Méliès, aki 1902-ben Utazás a Holdba (Le Voyage dans la Lune) címmel elkészítette az első science fiction filmet.
Létrejött az első korai filmstúdió, a Gaumont Pictures és további filmes egyéniségek bukkantak fel, mint Pathé Frères vagy Alice Guy Blaché, aki La Fée au Choux címmel 1896-ban forgatta első filmjét, majd 1897-től 1906-ig gyártásvezető volt a Gaumont filmstúdióban, itt körülbelül 400 filmet készített. Pályafutását az Egyesült Államokban folytatta, csakúgy mint Maurice Tourneur, egy másik ismert filmes a 19. század elejéről.
Az 1920-as években főként szürrealista alkotások születtek, amit az akkori sajtó éles kritikával nézett. A korszak bravúrja az Andalúziai kutya című munka volt Luis Buñuel és Salvador Dalí, alkotása. Buñuel és Jean Cocteau fiatalkorai műveikben is már megcsillant zsenialitásuk, ami végigvezette őket egész pályájuk során. Buñuel a harmincas években felhagyott a szürrealizmussal.
A televízió korának eljövetelével a mozilátogatás visszaesésének problematikája fenyegetőnek tűnik az egyes nemzetek filmiparai számára. A francia filmipar és általában véve a francia nyelvű kultúrtermelés kisebb az angol nyelvűnél, aminek egyik oka, hogy a nagyobb piacok, köztük az amerikai piac, vonakodnak az idegen nyelvű filmek forgalmazásától. Ennek következtében a francia filmeknek egy viszonylag szűk piacon kell megélniük, kisebb költségvetéssel, mint amerikai versenytársaiknak.

### Múzeumhálózat
Franciaország területén csaknem 1200 múzeum található. 2011-ben 11 múzeumnak volt egymillió főt meghaladó látogatottsága.

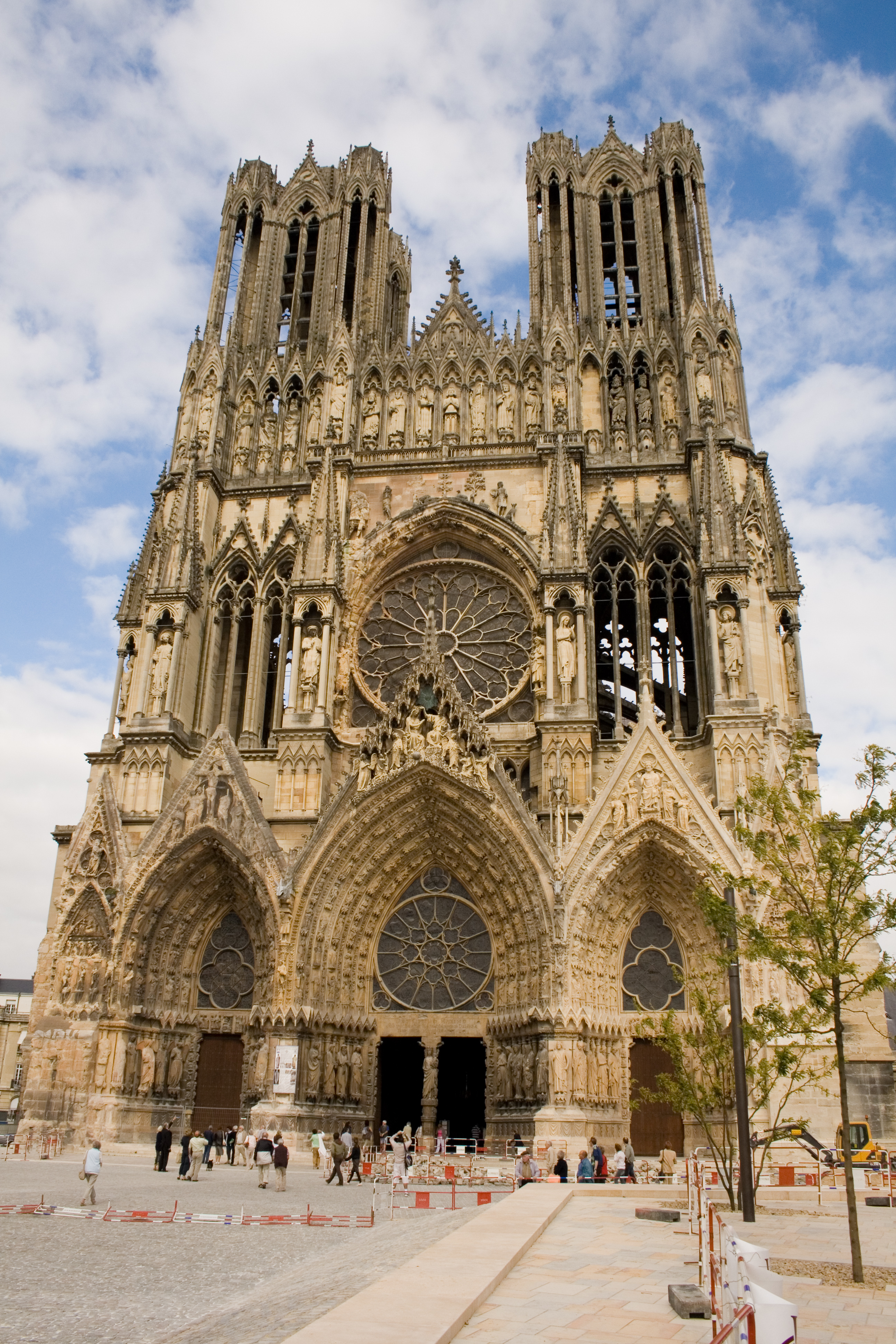
A reimsi katedrális gótikus stílusú templom

### Építészet
Franciaországnak jelentős volt a hozzájárulása a gótika fejlődéséhez, majd újabb nemzetközileg is jelentős virágkort ért el a 18. században. A modern francia építészet a 21. században is a világ élvonalában áll.
A franciák már régen kiemelt jelentőséget tulajdonítanak az építészetnek az egyetemes kultúrán belül. 1671-ben alapították a francia Királyi Építészeti Akadémiát , az első ilyen intézményt a világon, 1720-ban pedig a Római Díj nevű rangos francia állami művészeti díjat és ösztöndíjat az építészet számára is elérhetővé tették.

## Zene
Franciaország az őslakos népzene, a modern könnyűzene, valamint az afrikai, latin-amerikai és ázsiai bevándorlók által játszott stílusok széles választékával büszkélkedhet.

### Klasszikus
A klasszikus zene területén Franciaország számos figyelemreméltó zeneszerzőt produkált, mint például Gabriel Fauré, Claude Debussy, Maurice Ravel és Hector Berlioz. 
A 20. század elején a neoklasszikus zene virágzott Franciaországban, különösen olyan zeneszerzőkkel, mint Albert Roussel és a Les Six (Francia hatok).

### Könnyűzene

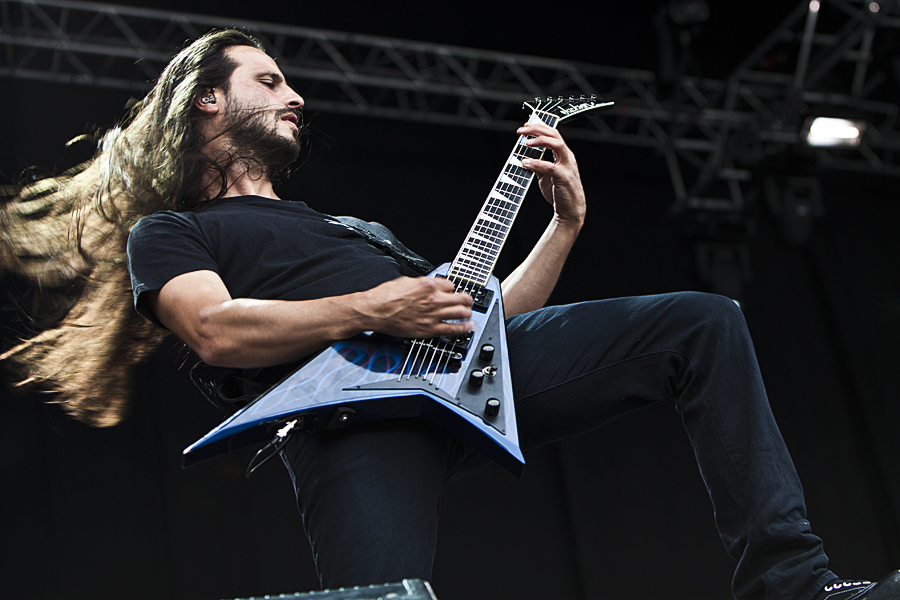
Christian Andreu, Gojira

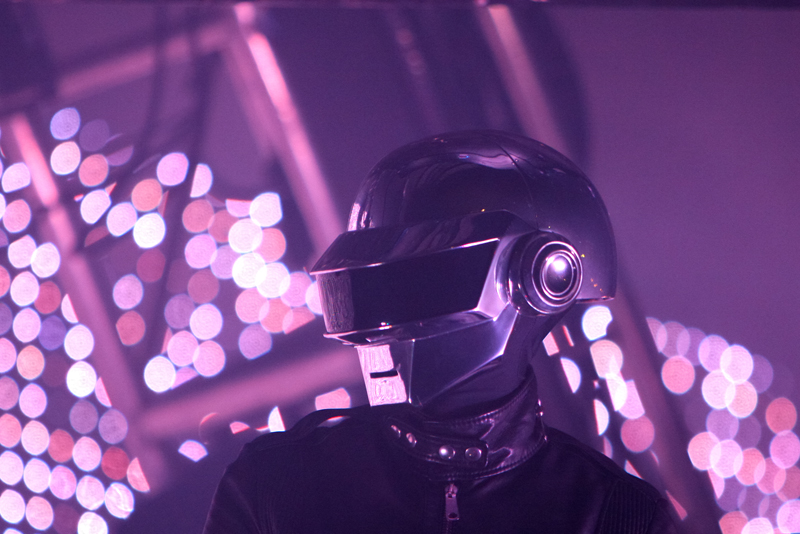
Daft Punk

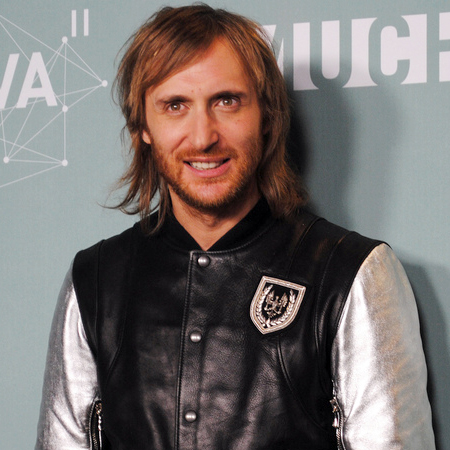
David Guetta, 2009

#### Pop
Vanessa Paradis, Patricia Kaas, Patrick Bruel, Marc Lavoine, Pascal Obispo, Florent Pagny, Francis Cabrel, Étienne Daho, Alain Souchon, Laurent Voulzy, Jean-Jacques Goldman. Énekesek: Mylène Farmer, Zazie, Lorie, Alizée, R&B énekes: Nâdiya, Ophelie Winter.
A közelmúltban a zenei televíziós műsorok sikere pop-zene sztárok új generációját hozta létre, köztük Nolwenn Leroy, Grégory Lemarchal, Christophe Willem, Julien Doré, Élodie Frégé. A francia-karibi énekes, Shy'm , 2006-os első albuma, valamint férfi társa, Matt Pokora popsztár státuszt élvez Franciaországban. Jelentős pop-rock csoportok közé tartozik még a Niagara és az Indochine.  Michel Sardou szerelmi dalairól is ismert  ("La maladie d'amour", "Je vais t'aimer").

#### Rock
Jean-Pierre Massiera, Aphrodite’s Child, Magma, Martin Circus, Au Bonheur des Dames, Trust, Téléphone, Noir Désir, Paul Personne, Alan Stivell.

#### Metal
Francia heavy metal együttesek: Gojira, Dagoba, Anorexia Nervosa, Hacride, Eths, Loudblast, Carcariass, Massacra, Gorod, Kronos, Yyrkoon, Benighted, Necrowretch, és Fairyland. Ezeknek a zenekaroknak nagy része a death metal és / vagy a thrash metal stílusában játszik.
Franciaországban jelentős a black metal mozgalom, ide tartozik a Belenos, Deathspell Omega, Nocturnal Depression, Blut aus Nord, Peste Noire, Vorkreist, Arkhon Infaustus, Merrimack, Antaeus.
A 'shoegaze' black metal mozgalomnak számos franciaországi zenekara is van, mint például az Alcest, Les Discrets, Amesoeurs.

#### Elektronikus
Jean Michel Jarre, Cerrone, Air, Daft Punk

#### Dance
Daft Punk, Stardust, Cassius, Bob Sinclar, Modjo

### Fesztiválok
A Fête de la Musique nevű zenei fesztivált Franciaországban hozták létre (először 1982-ben tartották), amelyet azóta világszerte ünnepelnek a zene napjaként. Minden év június 21-én, a nyár első napján kerül megrendezésre.

## Vallás
Vallási megoszlás (2016) 
A Francia Köztársaság szekuláris állam, amely a véleményszabadságon és a szabad vallásgyakorlás eszméin alapul, az Emberi és polgári jogok nyilatkozata szellemében. Az államszervezet és a gyülekezetek kapcsolatában a laïcité (laicizmus) elve érvényesül, vagyis az állam és az egyház szigorú szétválasztása a francia konvenció. Az utóbbiakban Franciaországban több közvélemény-kutatás is készült, mely a franciák vallásfelfogása tanulmányozására irányult; egy 2011-ben készített, a francia társadalom hithez való viszonyát feltérképezni vélő Eurobarometer-kutatás ahhoz a következményhez jutott, hogy a franciák harmada nem hisz istenben, illetve bármiféle istenségben, természetfeletti lényben sem. Ugyanaz évben a Institut français d'opinion publique (Francia Közvéleményintézet) szintén közölt adatot erről a témáról, arra jutottak, hogy az állami távoltartás dacára a francia társadalom többsége vallaná magát keresztény identitásúnak, így szerinte megállapítható, hogy a „galloknál” továbbra is figyelembe veendő tényező a kereszténység befolyása.
A vallási megoszlás változása 1986 és 2016 között. (Az adatok különböző felmérések alapján készültek, így csak megközelítő pontosságúak):
| Vallási csoport | A népesség %-a 1986 | A népesség %-a 1987 | A népesség %-a 1994 | A népesség %-a 2001 | A népesség %-a 2004 | A népesség %-a 2006 | A népesség %-a 2010 | A népesség %-a 2012 | A népesség %-a 2016 |
| --------------- | ------------------- | ------------------- | ------------------- | ------------------- | ------------------- | ------------------- | ------------------- | ------------------- | ------------------- |
| Keresztény      | 82%                 | 76%                 | 69%                 | 71%                 | 66.2%               | 66.1%               | 67%                 | 59%                 | 51.1%               |
| –Katolikus      | 81%                 | 75%                 | 67%                 | 69%                 | 64.3%               | 64.0%               | 64%                 | 56%                 | -                   |
| –Protestáns     | 1%                  | 1%                  | 2%                  | 2%                  | 1.9%                | 2.1%                | 3%                  | 3%                  | -                   |
| –Más keresztény | -                   | -                   | -                   | -                   | -                   | -                   | -                   | -                   | -                   |
| Muszlim         | -                   | -                   | -                   | -                   | 4.3%                | -                   | -                   | -                   | 5.6%                |
| Zsidó           | -                   | -                   | -                   | -                   | 0.6%                | 0.6%                | -                   | -                   | 0.8%                |
| Más vallású     | 2.5%                | 3%                  | 8%                  | 6%                  | 1.9%                | 2.3%                | 5%                  | 8%                  | 2.5%                |
| Nem vallásos    | 15.5%               | 21%                 | 23%                 | 23%                 | 27.0%               | 27.6%               | 28%                 | 32%                 | 39.6%               |

## Nyelv
Franciaország legbeszéltebb nyelve a francia nyelv, melynek államnyelvi és hivatalos nyelvi státuszát garantálja a francia alkotmány. A szabályozásáért és megőrzéséért felelős intézmény az Académie française (magyarul Francia Akadémia), amely az utóbbiakban világszerte nevezetessé vált a konzervatív álláspontjáért, valamint a francia nyelvben szereplő idegen szavak honos megfelelőinek népszerűsítésért tett erőfeszítéseiért.
A francia nyelv az újlatin nyelvcsaládhoz tartozik, a latinon kívül a kelta és frank nyelvek voltak jelentős hatással rá; a világon összesen 275 milliót meghaladó számú fő rendelkezik francia nyelvtudással. Ezenkívül használatban áll több más helyi nyelv és dialektus, például a provanszál, a katalán, a baszk, a breton, a haiti kreol, a korzikai, a flamand, a lotaringiai német.
Néhány, a bevándorlók által beszélt nyelv szintén elterjedt, különösen a nagyvárosokban: a portugál, a maghreb arab, berber nyelvek, dél-szaharai nyelvek, a török, a kínai (wu, kantoni, min nan és mandarin), a vietnámi és a khmer a leggyakoribbak.

## Oktatás
Franciaország oktatási rendszere hasonlít a többi európai rendszerhez. A francia oktatási rendszer felépítése: Előiskola (Maternelle), Elemi iskola (école élémentaire), és további iskolák (collège lycée, lycée professionnel). A lycée intézményét Napóleon hozta létre 1801-ben. Jules Ferry (1832–1893) francia miniszter hozta létre a modern általános iskolát ("l'école républicaine"), melybe a gyerekeknek 6 és 12 éves koruk között kötelező volt járniuk.
A felsőoktatás az állami egyetemeken és a Grande école elitiskolákon zajlik. Utóbbiakra példa a társadalomtudományokra koncentráló Institut d'études politiques de Paris, a közgazdasági École des Hautes Etudes Commerciales de Paris, a mérnöki tudományok terén a szintén párizsi École Polytechnique és MINES ParisTech, ill. a strasbourgi École nationale d'administration az államigazgatási felsőoktatásban. Az elitiskolákat kritika érte állítólagos elitizmusuk miatt.
Az ország minden oktatási programját a Nemzeti Oktatás Minisztériuma (Ministère de l'Éducation nationale, de la Jeunesse et de la Vie associative) szabályozza. 
A felsőoktatás három szinten van megszervezve az európai mobilitás jegyében:
- Licence vagy Licence Professionnelle (baccalaureus)
- Master (MSc)
- Doctorat (doktorátus)

## Életmód

### Étkezési szokások
A franciák étkezése általánosságban kalóriaszegényebb, mint a hagyományos magyar konyha. Reggelijük tradicionálisan könnyű tejeskávéból vagy kakaóból és valamilyen péksüteményből, főleg croissant-ból áll, és elmaradhatatlan a vaj, a dzsem és a méz. Az ebéd ma már bizonyos szempontból alkalmazkodott a modern élethez, de még az intézményes – például iskolai – étkezés is javarészt választékos, több fogásos; inkább salátafélék, vagy másfajta előétel, húsétel körettel, mártással, zöldséggel, habár délben gyakran fogyasztanak főételként vegyes ízelítőt, végül desszertet. A legnagyobb szerepe a vacsorának van, nem csak az íz élvezetéről szól, hanem a családi összetartásról is, hiszen sokszor a történések, beszélgetések színtere. A koszt ugyan többnyire könnyű, de szokványosan többfogásos, még a legegyszerűbb helyeken is gyakran négy fogásból áll a vacsora. A franciáknál leves nem gyakran kerül az asztalra, ha viszont igen, akkor rendszerint este, és elsősorban a téli időszakban. Máskor gyakori, hogy a vacsorát is előétellel kezdik, utána frissen sült húsétel vagy hideg húsok, majd sajtfélék, gyümölcs, esetleg édesség zárja a sort. Az ital igazodik a fogásokhoz, általában a legkedveltebb a könnyű vörösbor.
[forrás?]

### Dohánytermék-fogyasztás
A 18. életévüket be nem töltött kiskorúaknak való dohánytermék-árusítás törvényileg tiltott. Elterjedt nézet, hogy a bőkezű dohánytermék-fogyasztás francia sajátosság, melynek okai kulturálisak, holott az újabban publikált statisztikák szerint az utóbbi évtizedek óta markáns csökkenés tapasztalható a dohányzási rátát illetően. A francia kormányzat is számos intézkedést hozott a dohányzás visszaszorítása érdekében. A közterületen történő dohányzás tilalmán szigorított 2007-ben, és immár többek között szabálytalan a középületben, étteremben, és irodaházban történő dohánytermék-fogyasztás.